# Dorfkirche Klein Muckrow

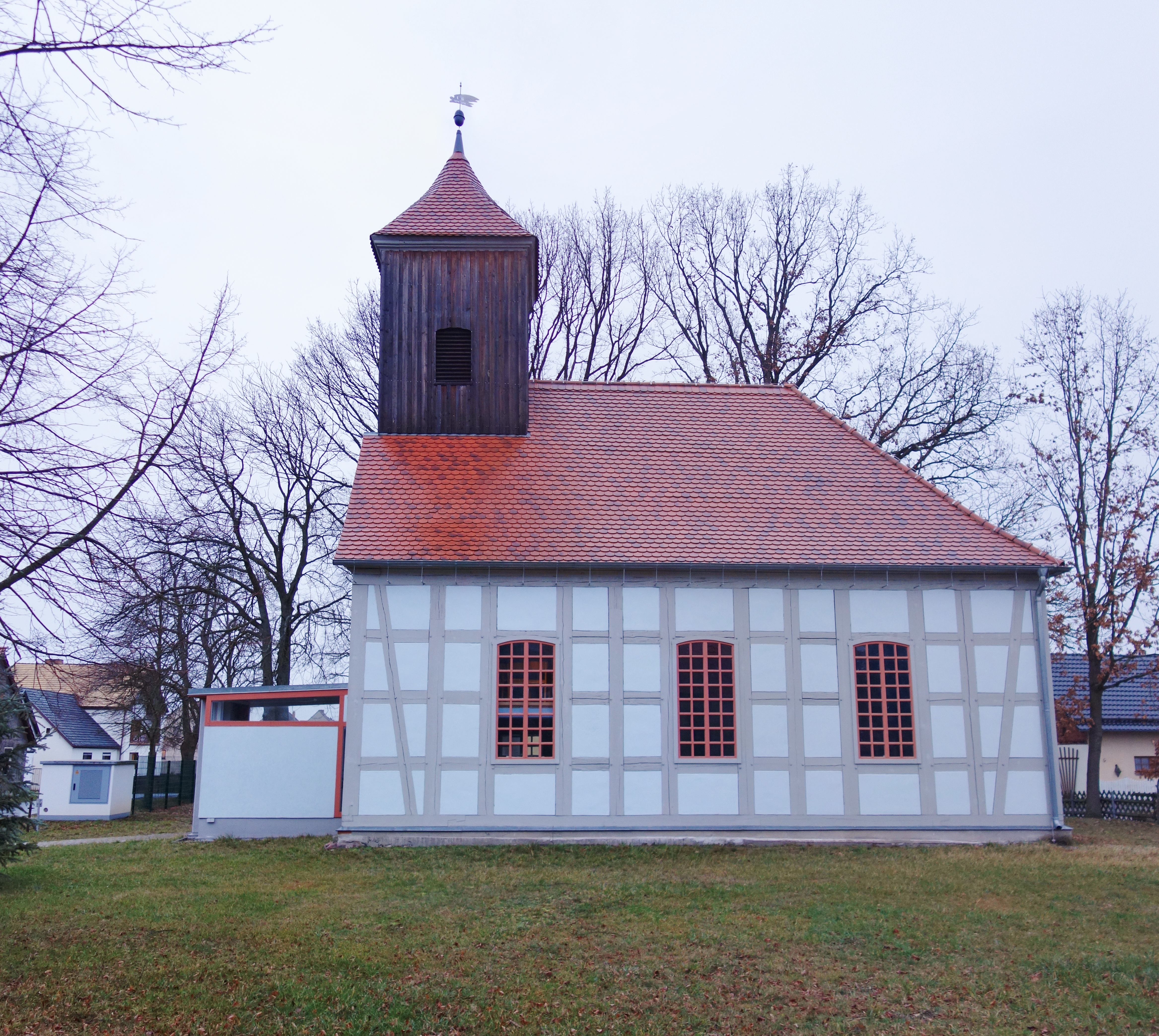
Südansicht

 Die Dorfkirche Klein Muckrow ist eine Fachwerkkirche mit verbrettertem Turm im Ortsteil Klein Muckrow der Stadt Friedland im brandenburgischen Landkreis Oder-Spree. Die rechteckige Saalkirche mit Satteldach wurde 1777–1778 erbaut, 1964 gesichert und von 2011 bis 2016 grundlegend restauriert. Dabei wurde sie mit einem modernen Eingangsbereich versehen. Sie trägt seitdem den Namen Markuskirche.
Sie gehört zur Kirchengemeinde Lieberose und Land im Kirchenkreis Oderland-Spree der Evangelischen Kirche Berlin-Brandenburg-schlesische Oberlausitz.